# Cabrália Paulista
Cabrália Paulista is een gemeente in de Braziliaanse deelstaat São Paulo. De gemeente telt 4.369 inwoners (schatting 2009).